# Kossuthbrücke (Budapest)
Die Kossuthbrücke (ungarisch: Kossuth híd) war eine Donaubrücke in Budapest.

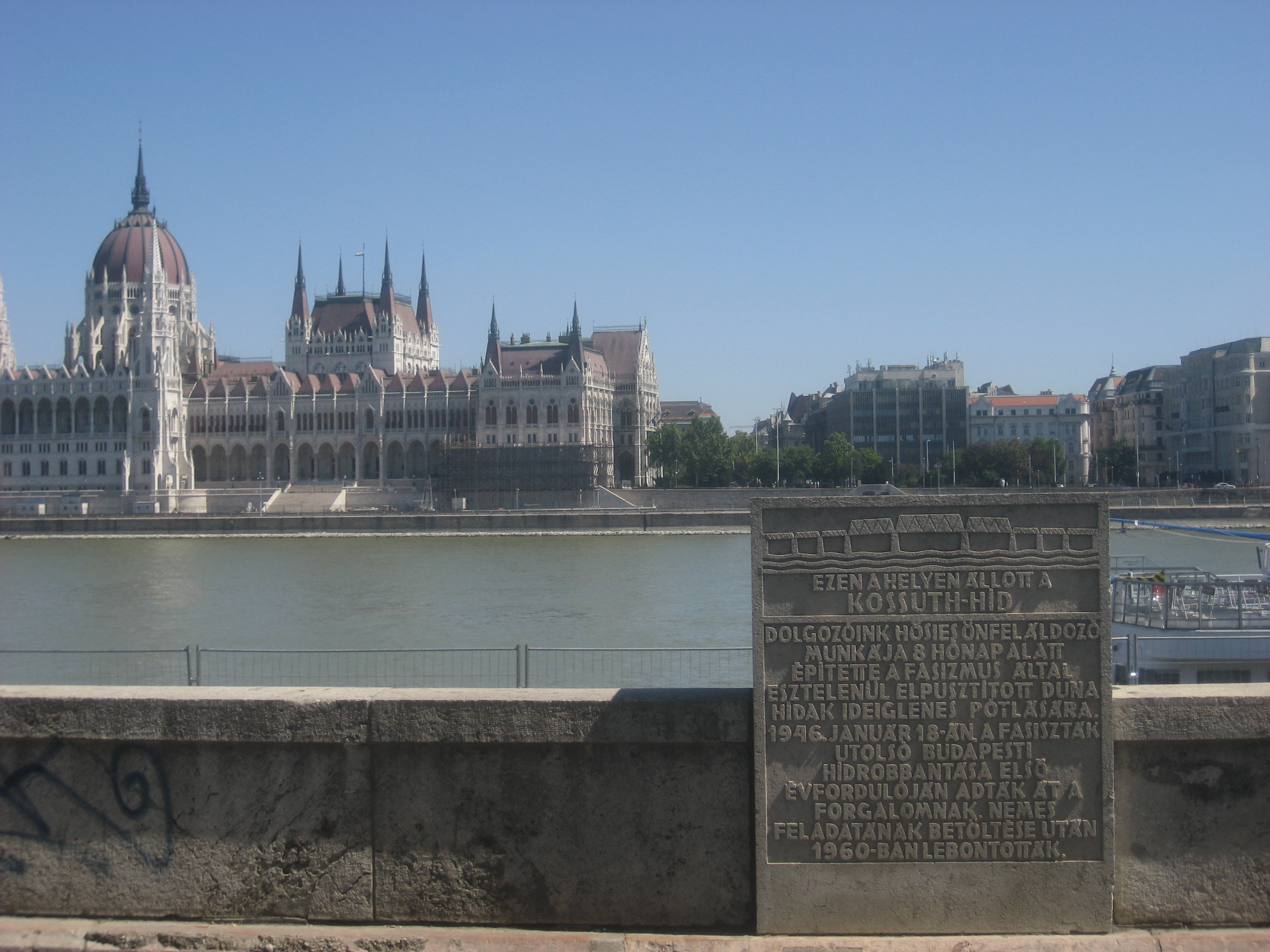
Gedenktafel am ehemaligen Budaer Brückenkopf

Am Ende des Zweiten Weltkrieges, im Jahr 1945 waren die bis dahin vorhandenen sieben Budapester Donaubrücken durch Sprengungen zerstört. So wurde für militärische Zwecke eine Pontonbrücke über den 290 Meter breiten Fluss errichtet. Diese erwies sich jedoch im Winter durch Eisschollen in der Donau als ungeeignet, weswegen ein festes Bauwerk notwendig wurde.
Für den Bau der Kossuthbrücke wurden unter anderem Rohrleitungen aus den Ölquellen im Komitat Zala demontiert. Während der Bauarbeiten durch die Rote Armee kamen 15 Arbeiter ums Leben. Für die Zeit bis zur Wiedererrichtung der übrigen Brücken (ab zirka 1960) war die nach dem ungarischen Revolutionsführer Lajos Kossuth benannte Brücke die einzige Verbindung zwischen Buda und Pest. Schwere Lastwagen konnten die Brücke nur einzeln in eine Richtung mit maximal 20 km/h befahren.
Als schließlich die zerstörten Donaubrücken wieder aufgebaut waren, stellte man an der Kossuthbrücke Bauwerksschäden fest. Das Provisorium wurde im Jahr 1960 demontiert und nicht ersetzt. Später installierte die Stadtverwaltung an beiden Flussufern Gedenktafeln in Höhe der ehemaligen Brückenköpfe.